# Plumergat
Plumergat é uma comuna francesa na região administrativa da Bretanha, no departamento Morbihan. Estende-se por uma área de 42,22 km². Em 2010 a comuna tinha 4 238 habitantes (densidade: 100,4 hab./km²).